# Juan Ignacio Otero
Juan Ignacio Otero Couceiro, conocido como Otero (La Coruña, 1 de junio de 1929-Ibidem, 27 de julio de 2019), fue un futbolista español, que jugaba como portero. Desarrolló su carrera profesional en el Real Betis, el Granada CF y el Deportivo de La Coruña.

## Trayectoria
Otero nació y se crio en el barrio de Hércules, en La Coruña. Además del fútbol, destacó en otras disciplinas deportivas como el buceo y la natación, llegando a ser campeón de Galicia y subcampeón de España en los cien metros espalda, en 1949.
Futbolísticamente, empezó a jugar en modestos equipos coruñenses, como el Liceo de Monelos, hasta que con 17 años se incorporó al Deportivo de La Coruña. Jugó en el Juvenil deportivista durante seis años. 
La temporada 1952-53 ascendió al primer equipo, con el que debutó en Primera División el 14 de septiembre de 1952, ante el FC Barcelona. Tras alternar la titularidad, acabó ocupando el puesto del emblemático Juan Acuña, retirado en 1954.  Un año más tarde, el club coruñés sumaba el primer Trofeo Teresa Herrera de su historia.
También vivió la cara amarga, con el descenso del Deportivo en 1957. Tras un año en Segunda División con el club blanquiazul, la temporada 1958/59 fue traspasado al Real Betis, donde jugó cuatro temporadas en Primera División. Luego, fichó por el Granada CF, por entonces en Segunda División. Permaneció en el club granadino hasta 1966, año en que consiguió el ascenso a Primera División. Por discrepancias con la directiva, rechazó la renovación, por lo que el club le aplicó el derecho de retención, lo que le llevó a retirarse con 37 años.
Tras colgar los guantes, regresó a La Coruña, donde montó su propio negocio, un taller de mármol. Durante algún tiempo, continuó vinculado al fútbol como entrenador de porteros del RC Deportivo y el Orillamar.

## Clubes
| Club                                | País   | Temporadas |
| ----------------------------------- | ------ | ---------- |
| Club Deportivo Juvenil de La Coruña | España | 1947-1952  |
| Deportivo de La Coruña              | España | 1952-1958  |
| Real Betis                          | España | 1958-1962  |
| Granada CF                          | España | 1962-1966  |